# 네메드
네메드(고대 아일랜드어: Nemed, 아일랜드어: Neimheadh)는 아일랜드 신화에 등장하는 인물이다. 그는 에린 땅에 정착한 한 무리의 사람들의 지도자였으며, 그 무리를 일컬어 네메드인(고대 아일랜드어: Muintir Nemid, 아일랜드어: Muintir Neimhidh}}) 또는 네메디안(Nemedians)이라고 했다. "네메드"란 "영광스러운"이라는 뜻이다.
네메드는 노아의 후손이라고 한다. 네메드는 스키타이의 아그노만(Agnoman)의 아들이며, 아그노만은 피암프(Piamp)의 아들이며, 피암프는 타트(Tait)의 아들이며, 타트는 세라(Sera)의 아들이며, 세라는 스루(Sru)의 아들이며, 스루는 에스루(Esru)의 아들이며, 에스루는 프리어만트(Friamaint)의 아들이며, 프리어만트는 파호크타(Fathochta)의 아들이며, 파호크타는 마곡의 아들이며, 마곡은 야벳의 아들이며, 야벳은 노아의 아들이다.
파르홀론 민족이 역병으로 전멸한 뒤 에린은 빈 섬이 되어 있었다. 네메드 민족은 44척의 배를 타고 카스피해에서 출발해 1년 6개월을 항해하여 네메드가 탄 배 한 척만 에린에 도착했다. 네메드는 아내 마하와의 사이에서 네 명의 영주(스타른Starn, 이어르보넬Iarbonel, 안닌드Annind, 페르구스Fergus)와 다른 자식들을 낳았다. 네메드의 아내 마하는 에린에 도착하고 12일 뒤에 죽었으며 그녀가 묻힌 곳이 아르드 마하가 되었다. 네메드인들은 파르홀론인들이 멸종하고 30년 뒤에 도착했으며, 그 시기는 《에린 왕국 연대기》에서는 기원전 2350년, 제프리 키팅의 연대기에서는 기원전 1731년이라고 한다.
네메드인들은 열두 개의 평원을 개척하고 두 개의 궁성을 지었다. 그들은 정체불명의 포모르들과 싸워 네 번 승리했다. 그러나 네메드인들이 에린에 도래하고 나서 9년 뒤 역병이 돌기 시작하여 3천 명이 죽었다. 이때 네메드도 함께 죽어 코르크하버의 네메드 언덕(Ard Nemid)에 매장되었다.
역병에서 살아남은 네메드인들은 포모르의 압제에 시달렸고, 삼하인 때마다 자기 아이들, 곡식, 우유의 3분의 2를 포모르에게 바쳐야 했다. 많은 시간이 흐른 뒤 네메드인들은 궐기하여 포모르를 3만 명은 육지로 3만 명은 바다로 해서 공격해 승리했다. 그러나 포모르가 반격했고, 네메드인들은 해일에 휩쓸려 죄다 죽었다. 오직 배 한 척에 사람 서른 명만 살아남았는데, 그들 중 일부는 "세계의 북쪽"으로 달아나 투어허 데 다넌의 조상이 되고, 일부는 브리튼 섬으로 가서 브리튼인의 조상이 되고, 일부는 그리스로 가서 피르 볼그가 되었다고 한다. 이후 에린 섬은 200년 동안 다시 무주공산인 상태가 되었다.

## 참고 자료
- O'Donovan (ed) (1848-1851), John. “Annals of the Kingdom of Ireland by the Four Masters”. ucc.ie.
- “The History of Ireland by Geoffrey Keating”. ucc.ie. 이름 목록에서 |이름1=이(가) 있지만 |성1=이(가) 없음 (도움말)
- MacKillop, James (1998). Dictionary of Celtic Mythology.
- Hull, Vernam (119-123). “The Invasion of Nemed”.